# Hualpén
Hualpén (mapudungun mira al teu voltant) és una ciutat de Xile de la regió del Bío-Bío amb 88.046 habitants i la comuna té una superfície de 53,5 km² (datació del cens de 2002). Va ser fundada el 15 de març de 2004 a partir de la comuna de Talcahuano. Està integrada dins de l'àrea metropolitana del Gran Concepción.